# Wanna One
Wanna One var en meget populært sydkoreansk pop-boyband, som blev dannet af medieselskabet CJ E&M. Gruppen bestod af medlemmerne Kang Daniel, Park Ji-hoon, Lee Dae-hwi, Kim Jae-hwan, Ong Seong-wu, Park Woo-jin, Lai Kuan-lin, Yoon Ji-sung (leder), Hwang Min-hyun, Bae Jin-young og Ha Sung-woon. Bandmedlemmerne var vinderne  i 2017 i den koreanske tv-sangkonkurrence Produce 101 som produceres af CJ E&M. De fik en kontrakt med YMC Entertainment og CJ E&M som varede til udgangen af 2018, hvorefter gruppen opløstes. De holdt en afskedkoncert i januar 2019.

## Medlemmer
- Yoon Ji-sung
- Ha Sung-woon
- Hwang Min-hyun
- Ong Seong-wu
- Kim Jae-hwan
- Kang Daniel
- Park Ji-hoon
- Park Woo-jin
- Bae Jin-young
- Lee Dae-hwi
- Lai Kuan-lin

## Albummer
- 1X1=1 (To Be One) (2017)